# 何有信
何有信（1968年4月—），羌族，中华人民共和国政治人物、全国脱贫攻坚先进个人。

## 生平
何有信任阿坝藏族羌族自治州茂县六月红花椒专业合作社理事长。因在脱贫攻坚战中作出突出贡献，2021年2月25日全国脱贫攻坚总结表彰大会上，何有信被授予“全国脱贫攻坚先进个人”。